# Kościół św. Michała Archanioła w Witorożu
Kościół św. Michała Archanioła – rzymskokatolicki kościół parafialny parafii św. Michała Archanioła w Witorożu, wzniesiony w 1739 jako cerkiew unicka, a w latach 1875–1919 należący do parafii prawosławnej.

## Historia
Pierwszą cerkiew unicką wzniesiono w Witorożu w 1605 z fundacji Lwa Sapiehy. W 1739 zastąpiono ją nową świątynią pod wezwaniem Cudu św. Michała Archanioła. W 1875, w ramach likwidacji unickiej diecezji chełmskiej, budynek sakralny odebrano unitom i przekształcono w cerkiew prawosławną. Przy tym wyznaniu budynek pozostawał do 1919, gdy został zrewindykowany na rzecz Kościoła łacińskiego. Po tym wydarzeniu budynek stał się świątynią parafialną. W 1924 odremontowano dach obiektu, zaś w 1927 – przekształcono wnętrze. W latach II wojny światowej (1940–1945) świątynia ponownie znajdowała się w rękach prawosławnych, należała do parafii w strukturach diecezji chełmsko-podlaskiej. W 1946 powtórnie przejęty przez katolików kościół został nakryty nowym blaszanym dachem, a w 1965 wzniesiono na nim sygnaturkę. Siedemnaście lat później dokonano kolejnego remontu wnętrza obiektu.

## Architektura
Kościół w Witorożu jest budowlą drewnianą o konstrukcji wieńcowej z lisicami, orientowaną, szalowaną. Obiekt wzniesiono na planie prostokąta. Dawna cerkiew jest jednonawowa, z prosto zamkniętym prezbiterium, do którego przylegają skarbczyk i zakrystia, jak również kwadratowym przedsionkiem. Wnętrze świątyni kryje strop, od zachodu w nawie znajduje się chór muzyczny. Na łuku tęczowym w kościele znajduje się XVIII-wieczny krucyfiks.
Elewacja kościoła jest niemal pozbawiona ozdób, z jednym zamkniętym odcinkowo oknem na osi obiektu oraz okapem i ozdobnie oszalowanym szczytem z krzyżem. Taki sam szczyt zdobi również przedsionek budynku. Nad nawą znajduje się neobarokowa sygnaturka. Kościół pokrywają dachy dwuspadowe.
We wnętrzu kościoła znajduje się neobarokowy ołtarz główny z barokowym wizerunkiem maryjnym z XVII w., na który nałożono XVIII-wieczną sukienkę; w zwieńczeniu ołtarza znajduje się ponadto wizerunek Ukrzyżowanego Chrystusa z pocz. XX wieku. Dwa ołtarze boczne w świątyni wykonano w dwudziestoleciu międzywojennym z obrazami Matki Bożej i św. Michała Archanioła z I poł. XIX w. W połowie tego samego stulecia namalowana została kopia obrazu Matki Boskiej Leśniańskiej. Z początku XX wieku pochodzą konfesjonał i ławki. Znacznie starszy jest wykonany w XVIII w. barokowy krzyż procesyjny.